# Chute d'eau de Hannoki

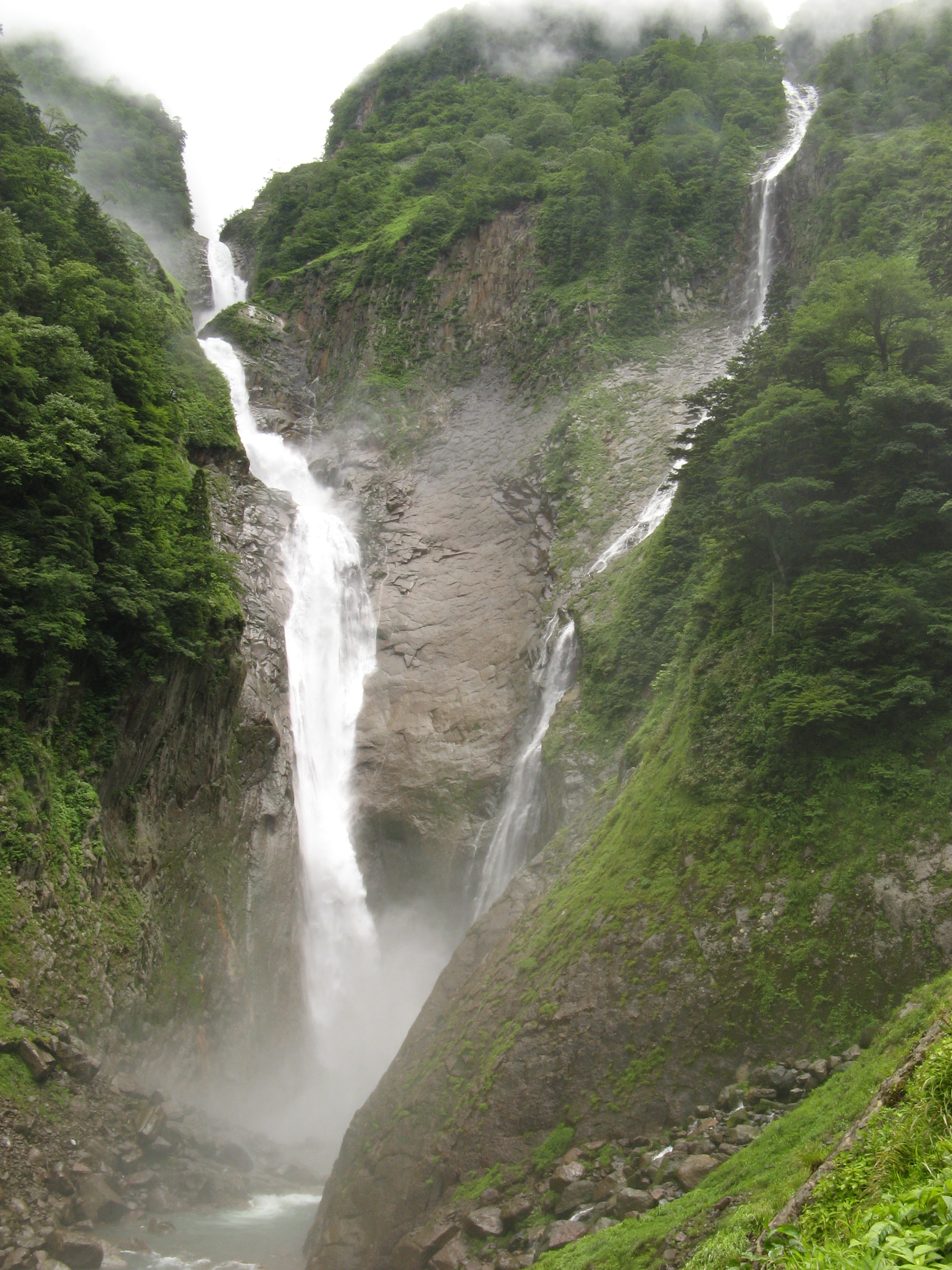
Cascade de Shōmyō (à gauche) et la cascade de Hannoki (à droite)

La cascade de Hannoki, située dans la préfecture de Toyama est la plus haute chute d'eau du Japon avec une hauteur de 497 m. Elle n'est cependant en eau que du mois d'avril au mois de juillet quand la neige couvrant les plateaux de Midagahara fond, de telle sorte que sa voisine, la chute d'eau de Shōmyō, est habituellement estimée être la plus haute. Ces deux cascades sont en fait des cascades jumelles.